# The Martyred Presidents
The Martyred Presidents – amerykański krótkometrażowy film z 1901 roku w reżyserii Edwina S. Portera.